# Nikołaj Glebow
Nikołaj Jakowlewicz Glebow, ros. Николай Яковлевич Глебов (ur. 27 kwietnia?/10 maja 1909 w Petersburgu; zm. 16 stycznia 1996 w Moskwie) – rosyjski piłkarz, grający na pozycji pomocnika, trener piłkarski.

## Kariera piłkarska
W 1925 rozpoczął karierę piłkarską w drużynie Narpit Moskwa. Latem 1928 został zaproszony do zespołu Krasnyj Łucz Moskwa. Na początku 1930 przeszedł do Elektrozawod Moskwa. W 1930 również w składzie reprezentacji Moskwa został zwycięzcą turnieju Związku przemysłu metalicznego. W 1935 przeniósł się do Eniergii Moskwa. W 1938 powrócił do drużyny z Elektrozawodu, który już nazywał się Staliniec Moskwa, gdzie zakończył karierę piłkarza w roku 1939.

## Kariera trenerska
Uczestniczył w II wojnie światowej. Po zakończeniu wojny rozpoczął pracę szkoleniowca. Od 1945 do 1947 pracował jako przewodniczący Rady Centralnej Towarzystwa Sportowego Torpiedo. Od 1952 do 1957 trenował kluby Torpiedo Gorki, Torpiedo Rostów nad Donem (asystent) i Torpiedo Stalingrad. W 1958 stał na czele Awanhardu Symferopol, którym kierował do 1959. Potem prowadził kluby Kajrat Ałmaty, Moldowa Kiszyniów, Wołga Gorki, Spartak Riazań, Krylja Sowietow Kujbyszew, Ararat Erywań, Ałga Frunze, SKA Rostów nad Donem i Zwiezda Perm. Wiele lat był członkiem komisji trenerskich Federacji Futbolu ZSRR i Rosyjskiej FSRR.
16 stycznia 1996 zmarł w Moskwie w wieku 86 lat.

## Sukcesy i odznaczenia

### Sukcesy trenerskie
Ararat Erywań
- wicemistrz ZSRR: 1971

### Odznaczenia
- tytuł Mistrza Sportu ZSRR
- tytuł Zasłużonego Trenera ZSRR: 1970